# Liste der Monuments historiques in Bazeilles
Die Liste der Monuments historiques in Bazeilles führt die Monuments historiques in der französischen Gemeinde Bazeilles auf.

## Liste der Immobilien
| Bezeichnung          | Beschreibung | Standort                         | Kennzeichnung | Schutzstatus | Datum | Bild           |
| -------------------- | --- | -------------------------------- | ------------- | ------------ | ----- | -------------- |
| Château de Bazeilles | auch Château de Orival; Schloss, zwischen 1740 und 1750 erbaut; einschließlich des Parks mit Einzäunung, zwei Pavillons, Orangerie und den Seen | Bazeilles, rue de la Gare (Lage) | PA00078340    | Classé       | 1943  | weitere Bilder |
| Château de Turenne   | aus dem 16. und 17. Jahrhundert; befestigter Torturm erhalten                                                                                   | Bazeilles, rue de Turenne (Lage) | PA00078341    | Inscrit      | 1950  | weitere Bilder |
| Château de Lamecourt | Schloss, 16. Jahrhundert; mit Innenausstattung                                                                                                  | Lamécourt (Lage)                 | PA00078494    | Inscrit      | 1986  | weitere Bilder |

## Liste der Objekte
| Bezeichnung               | Beschreibung                          | Standort                                      | Kennzeichnung | Schutzstatus | Datum | Bild |
| ------------------------- | ------------------------------------- | --------------------------------------------- | ------------- | ------------ | ----- | ---- |
| Skulptur Madonna mit Kind | Holz, farbig gefasst, 18. Jahrhundert | Villers-Cernay, in der Kirche St-Ponce (Lage) | PM08001276    | Inscrit      | 1993  |      |
| Skulptur Heiliger Rochus  | Holz, farbig gefasst, 18. Jahrhundert | Villers-Cernay, in der Kirche St-Ponce (Lage) | PM08001277    | Inscrit      | 1993  |      |